# Silvia Pepels
Silvia Maria Johannes Pepels (Stein (Limburg), 6 de janeiro de 1975) é uma triatleta profissional neerlandesa. 

## Carreira

### Sydney 2000
Silvia Pepels disputou os Jogos de Sydney 2000, terminando em 26º lugar com o tempo de 2:07:05.01. 